# 100000 Dollar Belohnung
100000 Dollar Belohnung ist ein deutscher Fernseh-Kriminalfilm aus dem Jahr 1961.

## Handlung
Bei einem Bankeinbruch wurden eine Million Dollar entwendet und ein Wärter getötet; die Bank bietet 100.000 Dollar Belohnung für die Ergreifung der Täter. In Verdacht geraten Franklin Aldin und seine Frau Sissi Henderson: Sie sind sehr reich und spendabel, erst kürzlich in die Stadt gezogen, und niemand weiß, womit sie ihr Geld verdienen. Zudem haben sie eine Köchin, einen Butler und ein Dienstmädchen engagiert, die alle schon einmal mit dem Gesetz in Konflikt geraten sind. Die Polizei verhört zunächst die Hausangestellten, findet aber nichts Konkretes heraus. Als Franklin und Sissi von dem Verhör erfahren, geraten sie über ihr weiteres Vorgehen und die Aufteilung der Beute in Streit. Als Franklin Sissi Gewalt androht, taucht plötzlich die Polizei wieder auf und Sissi verrät Franklin, woraufhin beide festgenommen werden.
Etwas später wird Sissi freigelassen, da sie offenbar nicht an dem Einbruch beteiligt war. Ein Polizist kündigt ihr die Auszahlung der Belohnung an und fordert zugleich für sich und seinen Kollegen eine Beteiligung.
Ein Handwerker, der die Telefonleitung überprüfen soll, stellt sich als Mitwisser der Tat heraus, bedroht Sissi und fordert die ganzen 100.000 Dollar. Nach einigen verwirrenden Entwicklungen wird der falsche Handwerker als wahrer Einbrecher und Mörder festgenommen – und zwar von Sissi und Franklin, die tatsächlich als Undercover-Polizisten hinter ihm her waren und deren Streit um die Beute (in Hörweite der Hausangestellten) nur ein Trick war, um ihre Identität zu verschleiern.

## Produktion
100000 Dollar Belohnung ist die deutschsprachige Neuverfilmung des italienischen Films La Taglia. Sie wurde vom NWRV produziert und am 9. April 1961 zum ersten Mal ausgestrahlt. 2012 erschien der Film bei Pidax Film auf DVD.

## Rezeption
„Die turbulente Krimi-Komödie des italienischen Autors Guglielmo Giannini führt die Zuschauer zurück in die Anfangstage des Fernsehens. 1961 hatte das Fernsehspiel Premiere im deutschen Fernsehen und überzeugte nicht nur mit einer spannenden Geschichte samt überraschendem Ende, sondern auch mit einer spielfreudigen Schauspielerriege [...].“